# Epidendrum successivum
Epidendrum successivum là một loài thực vật có hoa trong họ Lan. Loài này được Hágsater & F.E.L.Miranda mô tả khoa học đầu tiên năm 1993.